# Cycas (informatique)
Pour l’article homonyme, voir Cycas.
CYCAS est un logiciel pour le dessin et le design architectural en 2 et 3 dimensions.
Il fonctionne sous Linux et sous Windows.
En plus des fonctions CAO basiques, Cycas offre des éléments spécifiques pour le dessin architectural.
Développer des présentations en 2D des dessins est établi aussi rapidement et aussi simplement qu'en 3 dimensions. Cycas permet la manipulation de manière intuitive et simple d'éléments 2D et 3D.
L'intégration d'éléments architecturaux tels que des murs, des ouvertures ou de chaînes de dimension est simple et il est aisé de développer des concepts de design. Tous ces éléments en 3D peuvent être travaillés afin de produire des présentations en 3D professionnelles.
Avec des vues en perspective variées il est possible de réaliser des rendus en fil de fer ou en lignes cachées. Pour les rendus avec radiosité et le lancer de rayons il utilise POV-Ray.
La dernière version est la version 3.9 sortie en février 2008.